# Staffelbach
Staffelbach (schweizertyska: Staffubach) är en ort och  kommun i distriktet Zofingen i kantonen Aargau, Schweiz. Kommunen har 1 344 invånare (2023).